# Província de Bernardino Bilbao

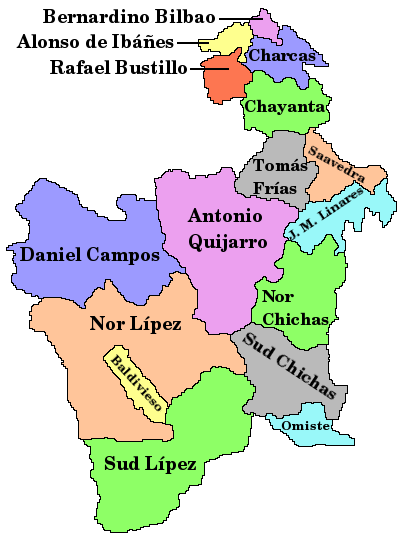
Les províncies del Departament de Potosí

La província de Bernardino Bilbao és una de les 16 províncies del Departament de Potosí, a Bolívia. La seva capital és Arampampa.